# 日本GI（性別不合）学会

トランスジェンダーを象徴するトランスジェンダー・フラッグ

日本GI（性別不合）学会（にほんじーあいせいべつふごうがっかい、日本GI学会、日本性別不合学会、英語: Japanese Society of Gender Incongruence）は、性別不合もしくは性別違和（旧称：性同一性障害）を診断する専門の医療関係者を中心とした学会である。2024年3月に性同一性障害学会（せいどういつせいしょうがいがっかい、GID学会、英語: Japanese Society of Gender Identity Disorder）から改名した。当初は性同一性障害研究会であった。本部は岡山大学に設置されている。

## 活動
1998年に発足され、性同一性障害やトランスジェンダーに関する研究の推進、知識の向上を目的とした日本の学会である。本部は岡山大学に設置されている。岡山大学病院では1999年に精神科神経科・婦人科・泌尿器科・形成外科の合同でチーム医療を行う「岡山大学ジェンダークリニック」を設置し、その後、病院の中央診療部門として性別適合手術を専門に行う「岡山大学病院ジェンダーセンター」も設立されている。
2016年に、性同一性障害に関する認定医制度を開始し、2021年からは心理専門職、看護師、法曹関係者、教員などを対象とした認定コーディネーター制度を始めている。
2024年3月に、「GID学会（性同一性障害学会）」から「日本GI（性別不合）学会」に名称を変えた。これは性同一性障害と訳されてきた「Gender Identity Disorder」が国際的な疾病分類では診断名として使われてきたものの、ICD-11にて「GI（Gender Incongruence）」に改め、新しい日本語訳が「性別不合」となったためである。他の名称案には「日本性別不合およびトランスジェンダーの健康学会」や「日本トランスジェンダーの健康学会」があった。
2024年8月、日本GI（性別不合）学会と日本精神神経学会の性別不合に関する委員会の合同で『性別不合に関する診断と治療のガイドライン』の第5版の改定を発表した。